# Ian Turner (Ruderer)
Ian Gordon Turner (* 11. Mai 1925 in Oakland, Kalifornien, Vereinigte Staaten; † 11. Oktober 2010 ebenda) war ein US-amerikanischer Ruderer und Olympiasieger.
Mit dem US-Team gewann er als 23-Jähriger bei den Olympischen Sommerspielen 1948 in London die Goldmedaille im Rudern (Achter). Sein Bruder David Turner ruderte ebenfalls im Team.